# Oddział Tomasza Stamirowskiego

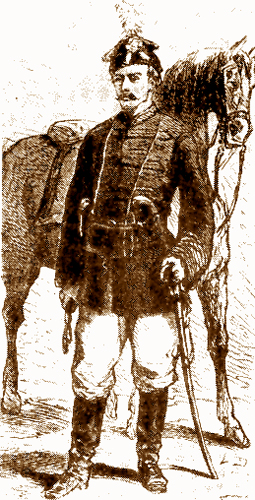
Lansjer

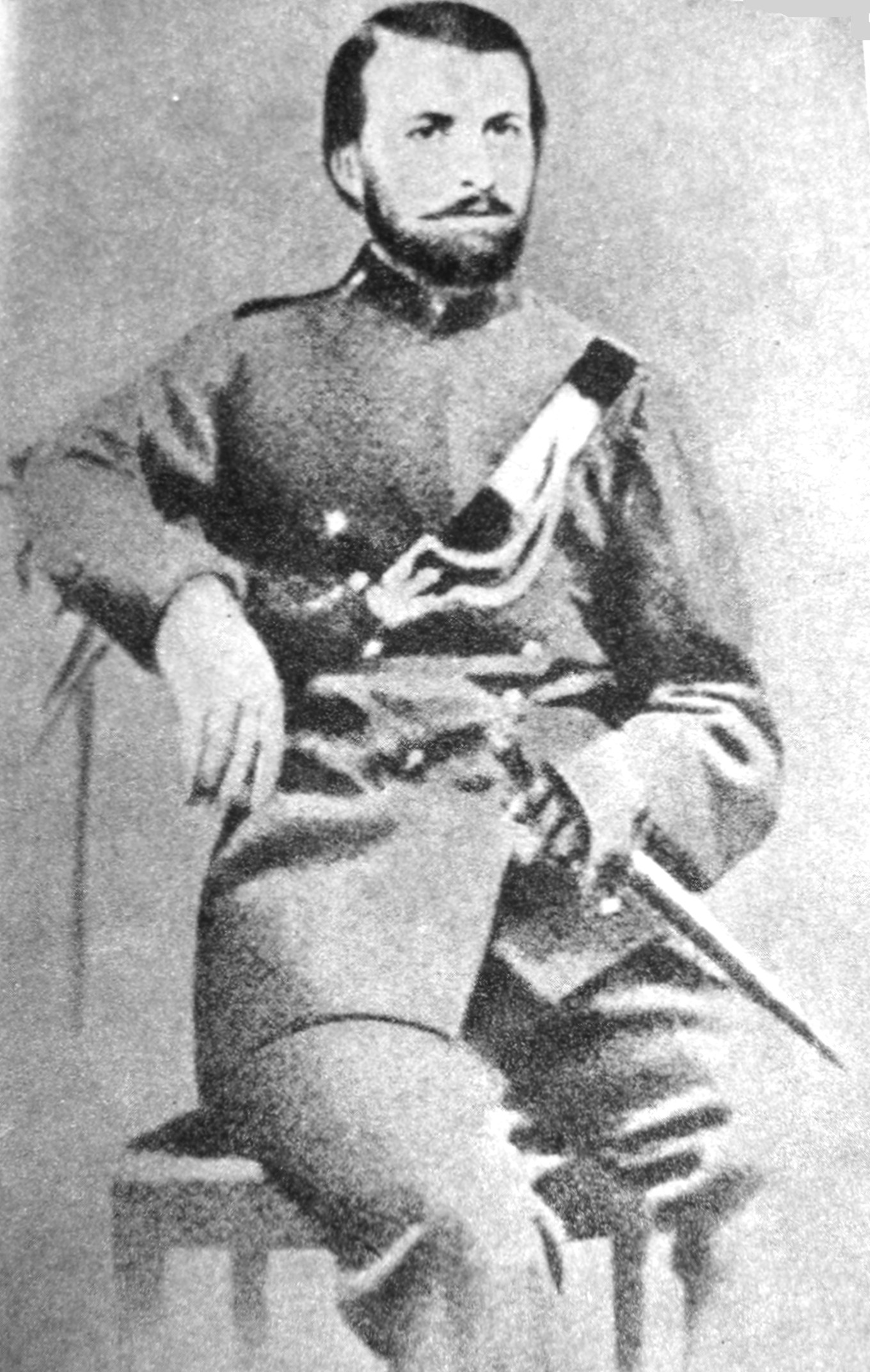
Zygmunt Chmieleński – wydał rozkaz rozstrzelania Stamirowskiego

Oddział Tomasza Stamirowskiego – partia powstańcza jazdy okresu powstania styczniowego.
Oddział został sformowany na terenie dawnego województwa sandomierskiego. Jego dowódcą był Tomasz Stamirowski.

## Starcie pod Michałowem
24 kwietnia 1863 pod Michałowem niedaleko Wierzbnika rosyjscy dragoni zaatakowali straż tylną oddziału Łopackiego oraz jazdę Tomasza Stamirowskiego, ale Markowski bez trudu odparł ten atak. Po pierwszych wystrzałach Moskali jazda Stamirowskiego uciekła, nie tylko od nieprzyjaciela, ale zrezygnowała z działalności partyzanckiej. Oddział około 46 kawalerzystów wykorzystał sytuację, aby opuścić zgrupowanie.
Dionizy Czachowski objął obóz po Władysławie Kononowiczu, rozwinął tyralierę i pośpieszył na pomoc oddziałowi Łopackiego. Markowski wycofał się do lasu, a Rosjanie w obawie przed zasadzką zrezygnowali z dalszej akcji.

## Rozstrzelanie Stamirowskiego
Tomasz Stamirowski, który wraz ze swoim oddziałem jazdy uciekł z pola bitwy, był wcześniej oficerem rosyjskim a po wybuchu narodowego zrywu zajmował się głównie grabieżą, unikając styczności z innymi partiami powstańczymi. Zarzucano mu również przywłaszczenie sobie szarży podpułkownikowskiej.
Spotkała go za to kara, wymierzona zgodnie z Kodeksami Karnymi Wojskowymi. Jesienią 1863, na rozkaz Zygmunta Chmieleńskiego, został rozstrzelany.